# St Magnus International Festival

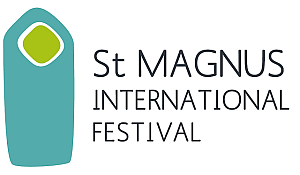
Logo del St Magnus
International Festival

El St Magnus International Festival es un festival anual de artes que se celebra desde hace 1977 durante una semana de junio en las islas Orcadas al norte de Escocia. Fue fundado en 1977 por el compositor y director de orquesta Sir Peter Maxwell Davies. Es uno de los festivales de arte más importantes del Reino Unido.